# Hu, Egipt
Hu (egipčansko Hu(t)-sekhem, arabsko هُ‎, Hiw) je sodobno ime egiptovskega mesta ob Nilu, ki je bilo v starem veku glavno mesto 7. noma Gornjega Egipta. 
Nom se je imenoval Šešet (Sistrum), njegovo glavno mesto pa Hu(t)-sekhem ali krajše Hu. Iz njega je izpeljano njegovo arabsko ime Hiw. V ptolemajskem obdobju se je mesto imenovalo Diospolis Parva (Malo Zevsovo mesto), Tebe pa Diospolis Magna (Veliko Zevsovo mesto). Imenovalo se je tudi Diospolis Superior (Gornje Zevsovo mesto), da bi se razlikovalo od Diospolis Inferior (Spodnje Zevsovo mesto) v delti Nila.
Hu je bil središče kulta egipčanske boginje Bat.  Bat je bila glavna boginja najmanj do konca Dvanajste dinastije, saj je omenjena na skrinji faraona Senusreta I. V Novem kraljestvu je glavna boginja postala boginja  Hator.